# 1990 QP10
1990 QP10 är en asteroid i huvudbältet som upptäcktes den 26 augusti 1990 av den amerikanske astronomen Henry E. Holt vid Palomarobservatoriet.
Asteroiden har en diameter på ungefär 11 kilometer.